# Kurs dostosowawczy
Kurs dostosowawczy - system kursów walutowych, w którym poszczególne kraje utrzymują dostosowany kurs wymiany własnej waluty, w stosunku do walut innych krajów. Kurs ten jednak podlega okresowym dostosowaniom wtedy, gdy zbytnio odbiega od podstawowych czynników. System kursów walutowych stosowany w odniesieniu do głównych walut światowych w latach 1944–1971 został nazwany systemem z Bretton Woods.